# Tadeusz Orlik
Tadeusz Adam Orlik (ur. 27 sierpnia 1935 w Samoklęskach, zm. 14 kwietnia 2017) – polski profesor, specjalista w zakresie melioracji przeciwerozyjnej, gospodarki wodno-ściekowej, jak również kształtowania środowiska glebowego i wodnego. 

## Życiorys
W czasie II wojny światowej uczęszczał do szkoły podstawowej w Samoklęskach. Po zakończeniu wojny rodzina przeprowadziła się do Krakowa. Tutaj ukończył szkołę średnią. W 1954 rozpoczął studia inżynierskie na Uniwersytecie Marii Curie-Skłodowskiej w Lublinie. Studia te dokończył na lubelskiej Wyższej Szkole Rolniczej. Doktoryzował się w 1968, a habilitował w 1976, uzyskując stopień doktora habilitowanego nauk technicznych z zakresu melioracji rolnych. Profesorem tytularnym nauk rolniczych został w 1986, a profesorem zwyczajnym w 1994. Od 1979 do 2005 kierował Zakładem Melioracji i Kształtowania Środowiska w Katedrze Melioracji Budownictwa Rolniczego na Uniwersytecie Przyrodniczym w Lublinie. 
Pochowany został na cmentarzu w Kamionce koło Lubartowa. 

## Zainteresowania
Początkowo najbardziej zainteresowany był zagadnieniami z zakresu dyscypliny melioracji przeciwerozyjnych, głównie w kontekście użytkowania rolnego terenów niepłaskich. Od 1990 zainteresował się również gospodarką wodno-ściekową oraz ochroną środowiska glebowego i wodnego. 

## Osiągnięcia
Na dorobek naukowy profesora składa się około 160 publikacji, w tym około 60 prezentujących oryginalne wyniki badań. Był autorem jednego podręcznika i dwóch skryptów. Wypromował ośmiu doktorów i był promotorem około 180 prac magisterskich. Recenzował też prace doktorskie i habilitacyjne.

## Przynależność
Był członkiem Stowarzyszenia Inżynierów i Techników Wodnych i Melioracyjnych, Komitetu Zasobów Wodnych i Ochrony Wód przy Zarządzie Głównym NOT, Polskiego Towarzystwa Gleboznawczego, Polskiego Towarzystwa Hydrobiologicznego, Lubelskiego Towarzystwa Naukowego, a także Polskiego Związku Łowieckiego. 

## Odznaczenia
- Srebrny i Złoty Krzyż Zasługi,
- Krzyż Kawalerski Orderu Odrodzenia Polski,
- Krzyż Oficerski Orderu Odrodzenia Polski,
- Medal Komisji Edukacji Narodowej,
- odznaka "Zasłużony Pracownik Rolnictwa",
- Złota Odznaka PTG,
- Złota Odznaką Stowarzyszenia Inżynierów i Techników Wodnych i Melioracyjnych,
- Złota i Diamentowa Odznaką NOT[1].